# Symbion pandora
Espèce
Symbion pandora est une espèce de cycliophores.
Ce sont des animaux microscopiques (0,4 mm sur 0,1 mm pour la femelle et 0,1 mm sur 0,05 mm pour le mâle nain). Ils vivent sur les pièces buccales de la langoustine commune (Nephrops norvegicus) et se rencontrent en mer du Nord, en mer Méditerranée et dans l'océan Atlantique près de l'Europe.